# 大葉山烏龜
大葉山烏龜（學名：Stephania kaweesakii），又稱藍葉山烏龜、一葉龜，是防己科千金藤属的多年生藤類植物。原產於东南亚，2020年由泰國植物學家Thaya Jenjittikul和Saroj Ruchisansakun首次於泰国描述。 
原產地生長於石灰岩峭壁的縫隙中。塊根部呈深棕色，葉子呈球形，葉似荷葉，葉脈明顯凸出，葉柄長，葉色會從幼葉到老葉由紅色轉變為紫色。葉面有蠟膜，藍色量會隨著接收到的光量而增加。植物會於冬季落葉休眠。